# Михальченко, Лариса Анатольевна
Лари́са Анато́льевна Миха́льченко (укр. Лариса Анатоліївна Михальченко; род. 16 мая 1963, Львов) — советская и украинская легкоатлетка, специалистка по метанию диска. Выступала за сборные СССР и Украины по лёгкой атлетике в 1981—1993 годах, обладательница бронзовой медали чемпионата мира, многократная победительница и призёрка первенств всесоюзного значения, участница летних Олимпийских игр в Сеуле. Представляла Харьков и физкультурно-спортивное общество «Динамо». Мастер спорта СССР международного класса.

## Биография
Лариса Михальченко родилась 16 февраля 1963 года во Львове, Украинская ССР.
Занималась лёгкой атлетикой в Харькове, окончила Харьковский спортивный факультет Киевского государственного института физической культуры (1989). Выступала за всесоюзное физкультурно-спортивное общество «Динамо».
Впервые заявила о себе на международном уровне в сезоне 1981 года, когда вошла в состав советской сборной и выступила на юниорском европейском первенстве в Утрехте, где выиграла бронзовую медаль в метании диска.
В 1985 году взяла бронзу на зимнем чемпионате СССР по метаниям в Адлере.
В 1986 году одержала победу на IX летней Спартакиаде народов СССР в Ташкенте.
В 1987 году стала бронзовой призёркой на чемпионате СССР в Брянске, заняла седьмое место на чемпионате мира в Риме.
В июне 1988 года на соревнованиях в Харькове метнула диск на 70,80 метра, установив тем самым ныне действующий национальный рекорд Украины. Благодаря этому удачному выступлению удостоилась права защищать честь страны на летних Олимпийских играх в Сеуле — здесь в финале показала результат 64,08 метра, закрыв десятку сильнейших.
На чемпионате СССР 1989 года в Горьком завоевала бронзовую награду.
В 1990 году победила на зимнем чемпионате СССР по метаниям в Адлере, была третьей на Финале Гран-при IAAF в Афинах.
В 1991 году заняла второе место на Кубке Европы во Франкфурте, превзошла всех соперниц на чемпионате страны в рамках X летней Спартакиады народов СССР в Киеве, выиграла бронзовую медаль на чемпионате мира в Токио.
После распада Советского Союза Лариса Михальченко продолжила спортивную карьеру в составе украинской национальной сборной. Так, в 1993 году она представляла Украину на Кубке Европы в Риме, где стала второй, и на чемпионате мира в Штутгарте, где заняла итоговое десятое место.